# سنجاب نخلی غربی
سنجاب نخلی غربی (نام علمی: Epixerus ebii) نام گونه‌ای از تبار سنجاب درختی آفریقایی است.